# ماساهيرو شيميو
ماساهيرو شيميو (باليابانية: 新明 正広) (مواليد 16 يوليو 1972)، هو لاعب كرة قدم ياباني سابق كان يلعب كلاعب وسط.

## وصلات خارجية
- ماساهيرو شيميو على موقع رابطة كرة القدم اليابانية للمحترفين (اليابانية)